# Kirche Jesu Christi (Cutleriten)
Die Kirche Jesu Christi (Cutleriten), Church of Jesus Christ (Cutlerite), ist eine mormonische Glaubensgemeinschaft, die sich 1853 in den USA unter der Führung von Alpheus Cutler (1784–1864) von der Kirche Jesu Christi der Heiligen der Letzten Tage abspaltete. Sie hat ihren Hauptsitz in Independence im Bundesstaat Missouri, wo sich ihre derzeit einzige Gemeinde befindet.

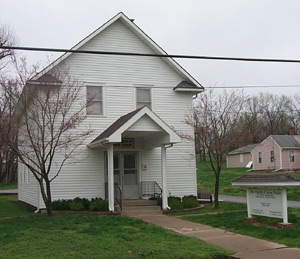
Kirchengebäude der Kirche Jesu Christi (Cutleriten) in Independence.

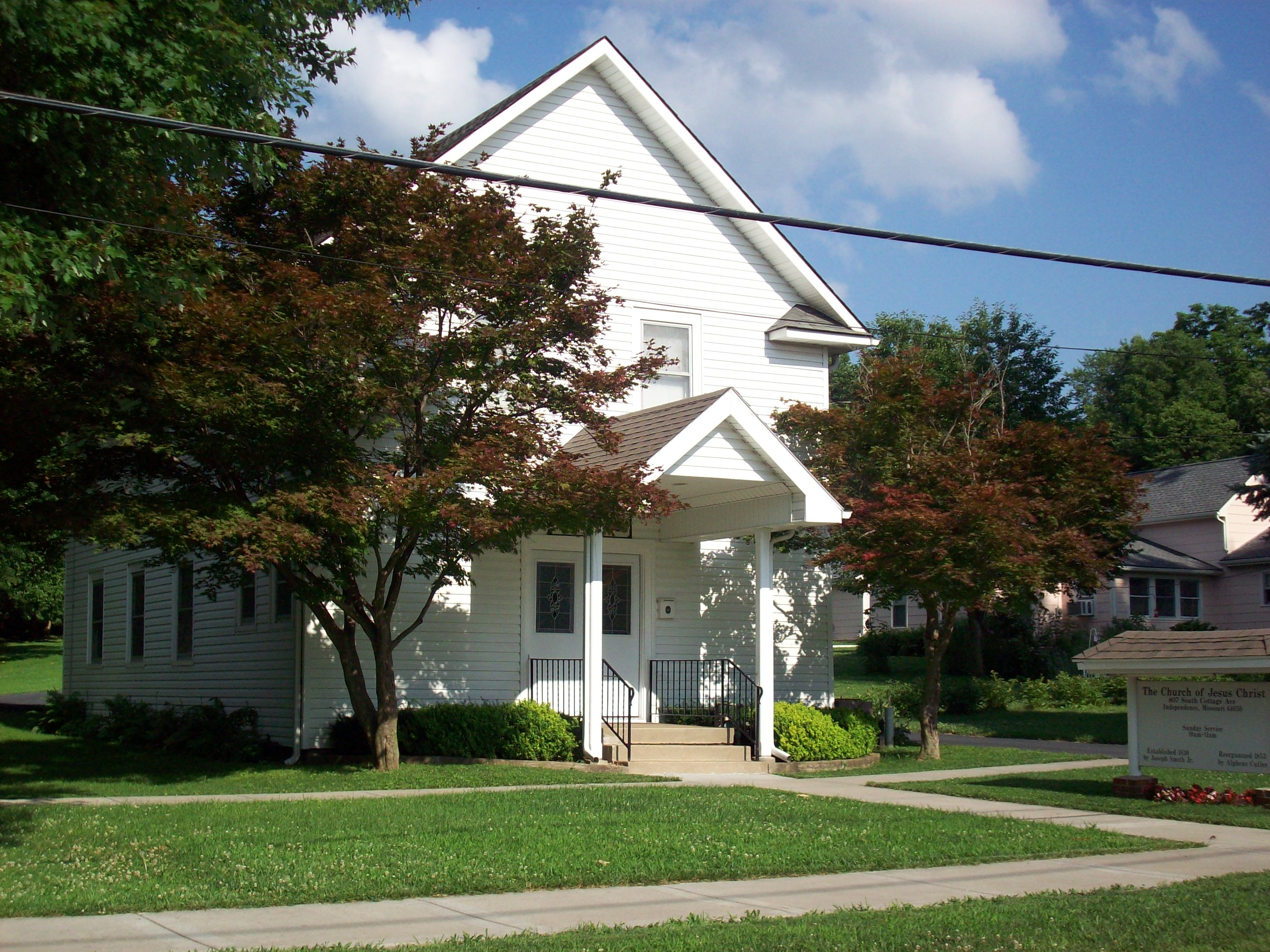
Kirchengebäude 2010

## Geschichte
Alpheus Cutler, 1833 in die Kirche Jesu Christi der Heiligen der Letzten Tage eingetreten, war als führendes Kirchenmitglied und als Steinmetz maßgeblich am Bau des ersten Tempels der Kirche, dem Kirtland Temple in Kirtland im Bundesstaat Ohio und in Nauvoo im Bundesstaat Illinois beteiligt. 1837 wurde er von Joseph Smith zum Ältesten ordiniert. Zum Zeitpunkt des Todes des Kirchengründers Joseph Smith im Jahre 1844 befand sich Cutler gerade auf einer Missionsreise zu den Indianern. Auch nach der Vertreibung der Mormonen aus Nauvoo setzte er seine Missionstätigkeit fort und missionierte gerade im Bundesstaat Kansas, als Brigham Young ihn einlud, in das gerade gegründete Salt Lake City überzusiedeln. Cutler folgte anfangs Brigham Young, ließ sich jedoch 1852 mit anderen Kirchenmitgliedern, die einer Übersiedlung nach Salt Lake City ablehnend gegenüberstanden, im Bundesstaat Iowa nieder, wo sie die Siedlung Manti gründeten. Hier wurden Gottesdienste unter der Leitung von Cutler abgehalten. Zum Bruch mit Brigham Young kam es unter anderem wegen der Frage der Polygamie. Am 19. September 1853 gründete Cutler in Manti, das damals aus ungefähr 30 Familien bestand, seine eigene Kirche und gab ihr den Namen Wahre Kirche Jesu Christi (True Church of Jesus Christ). Später wurde sie in Kirche Jesu Christi (The Church of Jesus Christ) umbenannt und unter dem Namen Kirche Jesu Christi (Cutleriten) (The Church of Jesus Christ, Cutlerites) bekannt. Die Mitgliederzahl der Kirche erreichte 1859 mit 183 ihren Höchststand. Nach der Gründung der Reorganisierten Kirche Jesu Christi der Heiligen der Letzten Tage (heute Gemeinschaft Christi) verließen allerdings viele von ihnen die Kirche Jesu Christi (Cutleriten) und schlossen sich der Reorganisierten Kirche an.
Nach dem Tode Alpheus Cutlers am 10. August 1864 wurde der Sitz der Kirche Jesu Christi (Cutleriten) aufgrund einer Vision nach Clitherall im Bundesstaat Minnesota verlegt, wohin anschließend die meisten Mitglieder übersiedelten. Die Leitung der Kirche übernahm am 30. Juni 1867 Chauncey Whiting. 1870 wurde in Clitherall eine Holzkirche gebaut. Wegen der Tätigkeit von Missionaren der Reorganisierten Kirche in Clitherall wechselten erneut viele Mitglieder zu den Reorganisierten über. Nach dem Tode Chauncey Whitings im Juni 1902 wurde sein Sohn Isaac M. Whiting Präsident der Kirche, und nach dessen Tod 1922 Emery Fletcher. Die Holzkirche in Clitherall wurde 1912 durch ein zweigeschossiges Gebäude aus Stein ersetzt. Im Oktober 1928 gründete Fletcher eine zweite Gemeinde in Independence im Bundesstaat Missouri, ließ dort ein neues Kirchengebäude errichten und verlegte 1929 den Hauptsitz der Kirche Jesu Christi (Cutleriten) dorthin. 1945 hatte die Kirche Jesu Christi (Cutleriten) in den beiden Gemeinden in Independence und Clitherall insgesamt noch 30 Mitglieder. Als Emery Fletcher 1953 starb, wurde Erle Whiting Präsident der Kirche, 1958 gefolgt von Rupert E.Fletcher. Sein Nachfolger wurde 1975 Julian Whiting. In den Jahren danach löste sich die Gemeinde in Clitherall auf, die 1975 nur noch zwei Mitglieder hatte, so dass die Kirche Jesu Christi (Cutleriten) nur noch aus einer Gemeinde in Independence besteht.

## Lehre
Die Kirche Jesu Christi (Cutleriten) praktiziert eine Form von Gemeinschaftseigentum, die Ordnung Henochs (Order of Enoch) genannt wird. Polygamie, Sklaverei sowie die nach 1844 von der Kirche Jesu Christi der Heiligen der Letzten Tage empfangenen Offenbarungen lehnte sie von Anfang an ab. In ihrem Kirchengebäude in Independence werden in dem für die Öffentlichkeit nicht zugänglichen Obergeschoss Tempelrituale abgehalten, die denen ähneln, die in Nauvoo praktiziert wurden. Nach Meinung der Kirche Jesu Christi (Cutleriten) besteht Gott aus drei verschiedenen, voneinander getrennten Wesen, wobei Gott Vater und Jesus Christus im Gegensatz zum Heiligen Geist jeweils einen Körper aus Fleisch und Blut haben.